# La Douceur de vivre (chanson)
Singles de Johnny Hallyday
Jamais seul
(2011) Autoportrait
(2011)
Clip vidéo
[vidéo] « La Douceur de vivre », sur YouTube
La Douceur de vivre est une chanson de Johnny Hallyday issue de son album de 2011 Jamais seul.
Le 1er mars 2011, à un peu moins de quatre semaines avant la sortie de l'album, la chanson est parue en single digital et a atteint la 64e place des ventes en France.

## Développement et composition
La chanson a été écrite par Maxim Nucci, Hocine Merabet et Matthieu Chedid. L'enregistrement a été produit par Matthieu Chedid.

## Liste des pistes
Single promo CD — 28 février 2011, Warner PRO16912
1. La Douceur de vivre (3:16)[1],[3]

Single digital — 1er mars 2011, Warner Music France
1. La Douceur de vivre (3:17)[2]

## Classements
| Classement (2011) | Meilleure position |
| ----------------- | ------------------ |
| France (SNEP)     | 64                 |